# 기악 (연극)
기악(伎樂)이란 사자무(獅子舞)·치도(治道) 이하 오공(吳公)·금강(金剛)·가루라(加樓羅)·곤륜(崑崙)·오녀(吳女)·역사(力士)·바라문(波羅門)·태고(太古)·취호(醉胡) 등이 등장하는 일종의 소극(笑劇)으로서, 고대 로마시대의 마임(mime)이나 미무스극(mimus 劇) 또는 판토미무스(pantomimus) 등에 비교될 가면묵희(假面默戱)이다. 오늘날 기악의 실체를 명확히 밝힐 수는 없지만, 백제의 기악은 사찰에서 일반민중(신도)을 관객으로 하여 연희되는 극적 구성을 가진 가면무용극으로, 백제의 대표적인 드라마일 뿐 아니라 한국가면무용극의 모체가 된 것 중의 하나이다. 이러한 기악에 고구려의 무악(無樂), 신라의 5기 등의 영향이 가미되어, 고려·조선 시대로 전승되면서 조선조 후기의 산대도감 계통의 드라마를 형성하는 모태가 되었다.

## 일본으로의 전승
백제인 미마지(味摩之)가 오(吳－남부중국)에서 기악(伎樂)을 배워 가지고 612년에 일본에 전했다. 이 기악의 가면이 일본의 동대사 등 여러 곳에 보관되어 있는데 그 용모, 특히 높은 코가 서역의 특징을 말해 준다. 이 기악의 내용은 1233년 일본의 <교훈초(敎訓抄)>라는 책에 간단히 소개되었는데 그 구성이 오늘날 한국에 전해 내려오는 산대도감(山臺都監)놀이 및 봉산탈춤과 거의 비슷하다. 백제인 미마지가 일본에 건너가서 가르친 기악(伎樂)은 오(吳), 즉 남부 중국에서 백제로 들어와서 오늘날까지 산대도감놀이로 전승되고 있다.